# Reliable Server Pooling
Reliable Server Pooling (RSerPool) est un cadriciel (framework) de protocole réseau pour l'accès et la gestion d'un groupe de serveurs informatique.
Cette norme est en cours de standardisation par l'Internet Engineering Task Force.

## Implémentations
Les implémentations suivantes existent : 
- RSPLIB Project
- Motorola
- Cisco
- Münster University of Applied Sciences

## Documents de la standardisation
- RFC 3237 Requirements for Reliable Server Pooling
- RFC 5351 An Overview of Reliable Server Pooling Protocols
- RFC 5352 Aggregate Server Access Protocol (ASAP)
- RFC 5353 Endpoint Handlespace Redundancy Protocol (ENRP)
- RFC 5354 Aggregate Server Access Protocol (ASAP) and Endpoint Handlespace Redundancy Protocol (ENRP) Parameters
- RFC 5355 Threats Introduced by Reliable Server Pooling (RSerPool) and Requirements for Security in Response to Threats
- RFC 5356 Reliable Server Pooling Policies
- RFC 5525 Reliable Server Pooling MIB Module Definition

## Référence
- (en) Cet article est partiellement ou en totalité issu de l’article de Wikipédia en anglais intitulé « Reliable server pooling » (voir la liste des auteurs).
- Thomas Dreibholz's Reliable Server Pooling (RSerPool) Page
- IETF RSerPool Working Group